# Jacques-Louis Doussin-Dubreuil
 (septembre 2017).
Pour les articles homonymes, voir Dubreuil.
Jacques-Louis Doussin-Dubreuil, né le 5 octobre 1762 à Saintes et mort le 23 avril 1831 à Paris, est un médecin et chirurgien français.
Précurseur en vaccination, il est le fondateur de la Société royale académique des sciences de Paris (dissoute en 1826), de la Société d'encouragement pour l'industrie nationale et de la Société Galvanique et de Recherche physique.

## Biographie
Jacques-Louis Doussin-Dubreuil est né à Saintes le 5 octobre 1762, fils de Jacques-Louis Doussin (1723-1801), chirurgien, fondateur de l'École de chirurgie de Saintes, et de Catherine Chéron. Il apprend la chirurgie avec son père puis à Paris où il est l'un des premiers à s'être déclaré en faveur de la vaccination (il vaccina ses propres enfants). Membre de la Société centrale de Vaccine, il proposa l'idée de dépôts de vaccins dans toute la France, ce qui contribua à réduire les effets d'une épidémie variolique. Il a été médecin titulaire du bureau de charité du 10e arrondissement de Paris.
Il fonda la Société royale académique des Sciences de Paris, sous la présidence perpétuelle du duc d'Angoulême (la société a été dissoute en 1826), la Société d'encouragement pour l'industrie nationale et la Société Galvanique et de Recherche physique. Il est du reste membre de la Société de Médecine pratique de Montpellier, du Comité centrale de Vaccine.
Il résidait au 17 rue Séguier (Paris 6e).[réf. souhaitée]
C'est le grand-père de l'écrivain Emmanuel des Essarts. Il meurt à Paris en 1831.

## Publication
- 1794 : Des Glaires, de leurs causes et de leurs effets, et des indications à remplir pour les combattre, Paris.
- 1797 : De l'Épilepsie en général, et particulièrement de celle déterminée par des causes morales, Paris.
- 1798 : Lettres à Lalande pour l'inviter à expliquer l'influence de la lune dans la production de l'épilepsie, Paris.
- 1798 : De la Gonorrhée bénigne ou sans virus vénérien et des Flueurs blanches, Paris.
- 1813 : Lettres sur les dangers de l'onanisme, Paris.
- 1816 : Nouveaux Aperçus sur les causes et les effets des glaires, Paris.
- 1824 : De la Pulmonie, de ses causes les plus ordinaires, et des moyens d'en prévenir les plus funestes effets, Paris.
- 1825 : Avis aux jeunes mariés, ou de l'identité de deux maladies trop souvent considérées comme le produit d'une conduite irrégulière, ou de la nature et des causes de la gonorrhée bénigne et des flueurs blanches, Paris.
- 1826 : De la Vaccine et de ses heureux résultats, démontrés par des visites faites au domicile des individus décédés à Paris par la suite de la petite-vérole en 1825, Paris.
- 1827 : Des Fonctions de la Peau et des maladies graves qui résultent de leur dérangement, Paris.
- 1828 : Des Égarements secrets, ou de l'Onanisme chez les personnes du sexe, Paris.
- 1830 : Du Tempérament pituiteux, et de l'identité des vices goutteux et hémorroïdal, Paris.